# La Croix-sur-Roudoule
La Croix-sur-Roudoule település Franciaországban, Alpes-Maritimes megyében. Lakosainak száma 98 fő (2022. január 1.). La Croix-sur-Roudoule Entrevaux, Sausses, Auvare, Daluis, Guillaumes, Puget-Théniers és Saint-Léger községekkel határos.

## Népesség
A település népességének változása:
| Lakosok száma | 91   | 69   | 81   | 86   | 98   | 98   | 97   | 98   | 98   | 98   |
|               | 1968 | 1982 | 1990 | 2006 | 2013 | 2015 | 2017 | 2019 | 2020 | 2022 |